# Michaił Kuzniecow (1904–1958)
Michaił Gieorgijewicz Kuzniecow (ros. Михаил Георгиевич Кузнецов, ur. 1904 w Mironówce, zm. 22 marca 1958) – radziecki działacz państwowo-partyjny, deputowany do Rady Najwyższej Ukraińskiej SRR w latach 1938–1947, generał major.

## Życiorys
Od 1921 pracował w organach kijowskiej gubernialnej Czeki, potem do 1925 był funkcjonariuszem Komsomołu, od 1927 należał do WKP(b). W 1927 ukończył szkołę budownictwa radzieckiego i partyjnego, w latach 1928–1937 pracował w związkach zawodowych, redakcji i organach partyjnych w obwodzie kijowskim i czernihowskim, 1937–1938 był sekretarzem rejonowego komitetu KP(b)U w obwodzie czernihowskim, a od 1938 do grudnia 1939 sekretarzem Komitetu Miejskiego KP(b)U w Czernihowie. Od 17 grudnia 1939 do sierpnia 1940 był II sekretarzem Czernihowskiego Komitetu Obwodowego KP(b)U, od sierpnia 1940 do 1941 I sekretarzem Akermańskiego/Izmailskiego Komitetu Obwodowego KP(b)U, od 1941 członkiem Rady Wojennej Armii Nadmorskiej, a od 1942 członkiem Rady Wojennej Frontu Woroneskiego, 6 grudnia 1942 otrzymał stopień generała majora służby intendenckiej. Do września 1943 był członkiem Rady Wojennej Frontu Wołchowskiego, a od 12 września 1943 do 1948 I sekretarzem Czernihowskiego Komitetu Obwodowego KP(b)U, później pracował w instytucjach gospodarczych. Był odznaczony Orderem Czerwonego Sztandaru i Orderem Wojny Ojczyźnianej I klasy (1945).